# Wilhelm Källman
Gustaf Wilhelm Källman, född 1 augusti 1877 i Skara, död 20 maj 1966 i Sundbyberg, var en svensk politiker (socialdemokrat).
Wilhelm Källman var son till hemmansägaren Per Johan Johansson. Efter att ha halvtidsläsande folkskola arbetade han vid jordbruket, innan han som nittonåring tog anställning vid ett tegelbruk och kort därefter slog sig ned i Stockholm. 1898 gick han med i murarnas fackförening och arbetade som murare, förman och verkmästare fram till 1913. Efter att 1900–1902 varit bosatt i Solna, flyttade han 1902 till Sundbyberg, där han gjorde en snabb politisk karriär. Han blev bland annat ledamot av kommunalnämnden 1908 och var dess ordförande 1914–1919, var landstingsman i Stockholms län från 1916 och ordförande vid landstinget 1919 samt 1919 ordförande i Sundbybergs kommunalfullmäktige och var 1920–1927 kommunalkamrer. Källman hade även säte inom landstingets förvaltningsutskott och var ordförande för dess sjukvårdsavdelning. 1946 avslutade han sin verksamhet i landstingsförvaltningen. Källman var ledamot riksdagens andra kammare 1912-1919 för Stockholms läns södra valkrets, men avgick 1919 på grund av den kritik som riktats mot honom som aktieägare i kristidsföretaget AB Svensk Import. Han bemötte kritiken med broschyren Sanningen om Svensk Import och andra affärsföretag (1920). Han var senare åter riksdagsledamot i andra kammaren 1929-1932 för Stockholms läns valkrets och ledamot av första kammaren 1933-1946 för Stockholms läns och Uppsala läns valkrets. Källman var ledamot av bevillningsutskottet 1914–1919 och dess ordförande 1919, ledamot av konstitutionsutskottet 1935–1946 och därutöver av olika tillfälliga och särskilda utskott. 1918–1919 tillhörde han socialdemokratiska riksdagsgruppens förtroenderåd. Han var en framstående expert på kommunalförvaltningens område och anlitades flitigt som föreläsare landet runt i kommunala ämnen. Han var även verksam inom kooperationen och nykterhetsrörelsen, bland annat som ordförande i Sundbybergs handelsförening 1905–1911 och som ledamot av centralstyrelsen för Nykterhetsorden Verdandi 1907–1914. Från 1946 var han bosatt i Norrviken, Sollentuna.